# Anisopodus haliki
Anisopodus haliki là một loài bọ cánh cứng trong họ Cerambycidae.